# Atlético Petróleos de Luanda
L'Atlético Petróleos de Luanda è una società polisportiva con sede a Luanda, in Angola. È nota anche come Petro Atlético, Petro de Luanda o semplicemente Petro.
Fondata il 14 gennaio 1980, la polisportiva è attiva nei seguenti sport:
- atletica leggera
- calcio (sezione Atlético Petróleos de Luanda)
- ginnastica
- hockey su pista
- pallacanestro (sezione Atlético Petróleos de Luanda Basquetebol)
- pallamano
- pallavolo